# Fairchild 100
Fairchild 100 là một loại máy bay chở khách của Hoa Kỳ do Fairchild Aircraft chế tạo.

## Tính năng kỹ chiến thuật (Y1C-24)
Dữ liệu lấy từ  Hoa Kỳ Military Aircraft since 1909 
Đặc điểm tổng quát
- Kíp lái: 1
- Sức chứa: 9 hành khách
- Chiều dài: 39 ft 2 in (11.94 m)
- Sải cánh: 57 ft 0 in (17.38 m)
- Diện tích cánh: 459 ft2 (42.7 m2)
- Trọng lượng rỗng: 4.195 lb (1.907 kg)
- Trọng lượng có tải: 7.070 lb (3.214 kg)
- Động cơ: 1 × Wright R-1820-1 Cyclone, 575 hp (429 kW)

Hiệu suất bay
- Vận tốc cực đại: 135 mph (217 km/h)
- Vận tốc hành trình: 118[2] mph (190 km/h)
- Tầm bay: 510[2] dặm (821 km)
- Trần bay: 13.600[2] ft (4.150 m)